# Nicholas Culpeper
Nicholas Culpeper (18 de outubro de 1616 — Londres, 10 de janeiro de 1654) foi um botânico herbolista, médico e astrólogo inglês. Os seus livros publicados, The English Physitian (1652) e Complete Herbal (1653), contém um amplo repositório dos conhecimentos farmacêuticos e sobre ervas medicinais da época.
Culpeper passou a maior parte de sua vida no exterior, explorando e catalogando centenas de ervas medicinais. Ele criticou o que considerou os métodos não naturais de seus contemporâneos, ao escrever: "Isto não é agradável, e menos rentáveis para mim, eu consultei os meus dois irmãos, Dr. Razão e Dr. Experiência, e viajei para visitar a minha mãe Natureza, por cujo conselho, juntamente com a ajuda do Dr. Diligência, eu finalmente obtive meu desejo, e, sendo advertido pelo Dr. Honestidade, um estranho em nossos dias, a publicá-lo para o mundo, eu já fiz isso."